# VAC14
VAC14‏ (Vac14, PIKFYVE complex component) هوَ بروتين يُشَفر بواسطة جين VAC14 في الإنسان.